# Parma Calcio 1913
Parma Calcio 1913, zkráceně jen Parma je italský fotbalový klub hrající v sezóně 2025/26 v 1. italské fotbalové lize, sídlící ve městě Parma v regionu Emilia-Romagna.
Klub byl založen 16. prosince roku 1913 jako Parma Foot Ball Club hráči s klubu Verdi Foot Ball Club. Klub hraje do sezony 1924/24 regionální soutěže. Klub se v sezoně 1925/26 zúčastní nejvyšší soutěže. Zůstane v ní jednu sezonu. Sezonu 1935/36 začíná ve třetí lize a zůstane v ní až do konce války. Po válce hraje čtyři sezony druhou ligu, poté sestupuje, aby se pak na sezonu 1955/56 objevila opět ve druhé lize. Po 11 sezonách strávených ve druhé lize klub sestupuje a od sezony 1966/67 hraje až čtvrtou ligu. Dne 2. ledna 1968 soud uvedl na klub likvidaci a hrstka městských podnikatelů jej koupila a přejmenovala na Parma Football Club. V předvečer sezony 1969/70 se vedení vzdá registrace. Za 20 milionů klub kupují podnikatelé Ermes Foglia a Ermes Ghidini s spolu se společností Gruppo Sportivo Salvarani. Od 1. ledna 1970 se klub již jmenuje Parma Associazione Calcio. Návrat do třetí ligy a pak sezonu 1973/74 už hrají ve druhé lize.
Od sezony 1975/76 až do 1985/86 hrál devět sezon ve třetí lize. Zlom přichází v roce 1985 a to příchodem trenéra Arriga Sacchiho. Ten nasadí útočný fotbal a postoupí s klubem do druhé ligy. Od sezony 1987/88 přichází sponzor Parmalat od podnikatele jménem Calisto Tanzi (od roku 1996 prezident klubu). Na sezonu 1989/90 přichází trenér Nevio Scala a klub postoupí poprvé v historii do novodobé Serie A.
Calisto Tanzi v létě 1990 klub koupí a prezidentem se stává Giorgio Pedraneschi. Ve své premiérové sezoně v nejvyšší lize skončil na pátém místě a kvalifikoval se do poháru UEFA kde se dostal do 1. kola a vyřadil jej bulharský klub PFK CSKA Sofia (0:0, 1:1). Velký úspěch se stal v italském poháru v ročníku 1991/92. Ve finále porazil klub Juventus FC (0:1, 2:0) a získal tak první trofej a kvalifikoval se do poháru PVP. O Pohár PVP klub hraje v sezoně 1992/93 kde se dostává až do finále, ve kterém poráží belgický klub Royal Antwerp FC (3:1). Jako obhájce titulu se představí i v sezoně 1993/94 a také se dostává do finále, jenže tam prohrává s anglickým klubem Arsenal FC 0:1. Další úspěch na evropském poli je v sezoně 1994/95. Dostává se do finále a poráží Juventus FC (1:0, 1:1). Získává tedy již druhou evropskou trofej. Stejnou evropskou trofej získá i v sezoně 1998/99, ve finále porazí francouzský klub Olympique de Marseille 3:0. Italský pohár získávají v ročnících 1998/99 a 2001/02. Klub se pak v nejvyšší lize umisťuje na pátých příčkách dva krát po sobě jdoucích sezonách.
V červnu roku 2004 přichází skandál v Parmalatu, který narušil finanční pomoc klubu natolik, že bylo nutné změnit jméno na Parma Football Club, aby se zabránilo bankrotu. V nejvyšší lize se klub umisťuje na 17. místě a hraje play out o setrvání v Serie A. Nakonec poráží klub Bologna FC 1909 a zůstává. V poháru UEFA se klub dostává do semifinále. Do druhé ligy se podívá na jednu sezonu a to v sezoně 2008/09.
Pád až do čtvrté ligy přichází po sezoně 2014/15 kde se umístil na posledním místě tabulky v nejvyšší lize. V červnu 2015 klub ohlásil bankrot a byl přeřazen ze Serie A do Serie D, nejvyšší italské amatérské soutěže. Dne 27. července 2015 je založen nový klub SSD Parma Calcio 1913, která byla přijata do Serie D. Nový tým vlastní dvě společnosti: New Start Ltd. složený ze sedmi místních podnikatelů, kteří ovládají většinu klubu, a Parma Partecipazioni Calcistiche, které tvoří všichni fanoušci, kteří se chtějí podílet na historii klubu. Po jediné sezóně mezi amatéry, slaví návrat mezi profesionály, na konci rekordní sezony uzavře ročník bez porážky. Klub postupuje každou sezonu výš a v sezoně 2017/18 obsadí druhé místo v tabulce postupuje po čtyřech sezonách do nejvyšší ligy.
Nejvyšší soutěž hrál celkem ve 29 sezonách (nejdéle 18 sezon po sobě od 1990/91) až 2007/08). Nejlepší umístění bylo druhé místo v sezoně 1996/97.
Ve druhé lize klub odehrál 36 sezon a nejlépe se umístil na prvním místě v sezoně 2023/24.

## Změny názvu klubu
- 1913/14 – 1929/30 – Parma FBC (Parma Foot Ball Club)
- 1930/31 – 1966/67 – Parma AS (Parma Associazione Sportiva)
- 1967/68 – 1968/69 – Parma FC (Parma Football Club)
- 1969/70 – 2003/04 – Parma AC (Parma Associazione Calcio)
- 2004/05 – 2014/15 – Parma FC (Parma Football Club)
- 2015/16 – SSD Parma Calcio 1913 (Società Sportiva Dilettantistica Parma Calcio 1913)
- 2016/17 – Parma Calcio 1913 (Parma Calcio 1913)

## Získané trofeje

### Vyhrané domácí soutěže
- 2. italská liga (1×)

2023/24
- 3. italská liga (4×)

1953/54, 1972/73, 1983/84, 1985/86
- 4. italská liga (2×)

1969/70, 2015/16
- Italský pohár (3×)

1991/92, 1998/99, 2001/02
- Italský superpohár (1×)

1999

### Vyhrané mezinárodní soutěže
- Pohár UEFA (2×)

1994/95, 1998/99
- Pohár PVP (1×)

1992/93
- Evropský superpohár (1×)

1993

#### Medailové umístění
| Medaile umístění    | Sezona                    |
| ------------------- | ------------------------- |
| Serie A             | 1996/97                   |
| Serie A             | 1992/93, 1994/95          |
| Italský pohár       | 1991/92, 1998/99, 2001/02 |
| Italský pohár       | 1994/95, 2000/01          |
| Italský superpohár  | 1999                      |
| Italský superpohár  | 1992, 1995, 2002          |
| Pohár UEFA          | 1994/95, 1998/99          |
| Pohár PVP           | 1992/93                   |
| Pohár PVP           | 1993/94                   |
| Evropský superpohár | 1993                      |

## Soupiska
Aktuální k 3. 2. 2025
| Číslo |                   | Pozice | Hráč                      |
| ----- | ----------------- | ------ | ------------------------- |
| 3     | Venezuela         | O      | Yordan Osorio             |
| 4     | Maďarsko          | O      | Botond Balogh             |
| 5     | Argentina         | O      | Lautaro Valenti           |
| 7     | Polsko            | Ú      | Adrian Benedyczak         |
| 8     | Argentina         | Z      | Nahuel Estévez            |
| 9     | Konžská republika | Ú      | Gabriel Charpentier       |
| 10    | Španělsko         | Z      | Adrián Bernabé            |
| 11    | Švédsko           | Z      | Pontus Almqvist           |
| 13    | Francie           | Ú      | Ange-Yoan Bonny           |
| 14    | Itálie            | O      | Emanuele Valeri           |
| 15    | Itálie            | O      | Enrico Delprato (kapitán) |
| 16    | Belgie            | Z      | Mandela Keita             |
| 17    | Švédsko           | Ú      | Jacob Ondrejka            |
| 18    | Norsko            | O      | Mathias Løvik             |
| 19    | Švýcarsko         | Z      | Simon Sohm                |

| Číslo |                     | Pozice | Hráč                 |
| ----- | ------------------- | ------ | -------------------- |
| 20    | Francie             | O      | Antoine Hainaut      |
| 21    | Itálie              | O      | Alessandro Vogliacco |
| 22    | Itálie              | Ú      | Matteo Cancellieri   |
| 23    | Pobřeží slonoviny   | Z      | Drissa Camara        |
| 27    | Brazílie            | Z      | Hernani              |
| 28    | Rumunsko            | Ú      | Valentin Mihăilă     |
| 30    | Bosna a Hercegovina | Ú      | Milan Đurić          |
| 31    | Japonsko            | B      | Zion Suzuki          |
| 33    | Itálie              | B      | Richard Marcone      |
| 39    | Nový Zéland         | O      | Alessandro Circati   |
| 40    | Itálie              | B      | Edoardo Corvi        |
| 61    | Tunisko             | Ú      | Anas Haj Mohamed     |
| 62    | Polsko              | Ú      | Mateusz Kowalski     |
| 98    | Rumunsko            | Ú      | Dennis Man           |

## Účast v ligách
| Úroveň soutěže | Název soutěže (nynější název) | První hraná sezona | Poslední hraná sezona | celkem odehraných sezon |
| -------------- | ----------------------------- | ------------------ | --------------------- | ----------------------- |
| 1              | Serie A                       | 1925/26            | 2025/26               | 30                      |
| 2              | Serie B                       | 1922/23            | 2023/24               | 36                      |
| 3              | Serie C                       | 1932/33            | 2016/17               | 31                      |
| 4              | Serie D                       | 1966/67            | 2015/16               | 5                       |

Historická tabulka Serie A od sezony 1929/30 do 2024/25.
| Celkové místo | Odehraných sezon | Celkem bodů | Celkem zápasů | Celkem výher | Celkem remíz | Celkem proher | Celkové skore |
| ------------- | ---------------- | ----------- | ------------- | ------------ | ------------ | ------------- | ------------- |
| 15            | 28               | 1315        | 1008          | 361          | 296          | 351           | 1300:1308     |

## Fotbalisté

### Historické statistiky
| Počet utkání | Počet utkání         | Počet utkání |  | Počet branek | Počet branek      | Počet branek |
| Pořadí       | Jméno                | Počet        |  | Pořadí       | Jméno             | Počet        |
| 1.           | Luigi Apolloni       | 385          |  | 1.           | Hernán Crespo     | 94           |
| 2.           | Antonio Benarrivo    | 362          |  | 2.           | Alessandro Melli  | 73           |
| 3.           | Lorenzo Minotti      | 354          |  | 3.           | Gianfranco Zola   | 63           |
| 4.           | Alessandro Lucarelli | 349          |  | 4.           | Marco Di Vaio     | 57           |
| 5.           | Alessandro Melli     | 294          |  | 5.           | Alberto Gilardino | 56           |

### Rekordní přestupy
| Nákup  | Nákup                | Nákup     | Nákup         | Nákup           |  | Prodej | Prodej               | Prodej    | Prodej    | Prodej          |
| Pořadí | Jméno                | sezona    | klub          | částka          |  | Pořadí | Jméno                | sezona    | klub      | částka          |
| 1.     | Hidetoshi Nakata     | 2001/2002 | Řím           | 28,4 mil. Euro  |  | 1.     | Hernán Crespo        | 2000/2001 | Lazio     | 56,81 mil. Euro |
| 2.     | Márcio Amoroso       | 1999/2000 | Udinese       | 28 mil. Euro    |  | 2.     | Gianluigi Buffon     | 2001/2002 | Juventus  | 52,88 mil. Euro |
| 3.     | Savo Milošević       | 2000/2001 | Real Zaragoza | 25 mil. Euro    |  | 3.     | Lilian Thuram        | 2001/2002 | Juventus  | 36,15 mil. Euro |
| 4.     | Matías Almeyda       | 2000/2001 | Lazio         | 23 mil. Euro    |  | 4.     | Giovanni Leoni       | 2025/2026 | Liverpool | 31 mil. Euro    |
| 5.     | Roberto Inglese      | 2020/2021 | Neapol        | 21,8 mil. Euro  |  | 5.     | Juan Sebastián Verón | 1999/2000 | Lazio     | 30 mil. Euro    |
| 6.     | Sébastien Frey       | 2003/2004 | Inter         | 21 mil. Euro    |  | 6.     | Márcio Amoroso       | 2001/2002 | Dortmund  | 25,5 mil. Euro  |
| 7.     | Juan Sebastián Verón | 1998/1999 | Sampdoria     | 17,5 mil. Euro  |  | 7.     | Alberto Gilardino    | 2005/2006 | Milán     | 25 mil. Euro    |
| 8.     | Sérgio Conceição     | 2000/2001 | Lazio         | 17 mil. Euro    |  | 8.     | Adriano              | 2003/2004 | Inter     | 23,4 mil. Euro  |
| 9.     | Vratislav Greško     | 2002/2003 | Inter         | 16 mil. Euro    |  | 9.     | Ange-Yoan Bonny      | 2025/2026 | Inter     | 23 mil. Euro    |
| 10.    | Ousmane Dabo         | 1999/2000 | Inter         | 15,49 mil. Euro |  | 10.    | Fabio Cannavaro      | 2002/2003 | Inter     | 23 mil. Euro    |

## Na velkých turnajích

### Vítězové Mistrovství světa
- Lilian Thuram (MS 1998)
- Júnior (MS 2002)

### Účastníci Mistrovství světa
- Luigi Apolloni (MS 1994)
- Antonio Benarrivo (MS 1994)
- Lorenzo Minotti (MS 1994)
- Gianfranco Zola (MS 1994)
- Luca Bucci (MS 1994)
- Faustino Asprilla (MS 1994)
- Tomas Brolin (MS 1994)
- Néstor Sensini (MS 1994)
- Georges Grün (MS 1994)
- Dino Baggio (MS 1998)
- Enrico Chiesa (MS 1998)
- Gianluigi Buffon (MS 1998)
- Fabio Cannavaro (MS 1998)
- Faustino Asprilla (MS 1998)
- Néstor Sensini (MS 1998)
- Hernán Crespo (MS 1998)
- Mario Stanić (MS 1998)
- Fabio Cannavaro (MS 2002)
- Alain Boghossian (MS 2002)
- Johan Micoud (MS 2002)
- Hakan Şükür (MS 2002)
- Matías Almeyda (MS 2002)
- Hidetoshi Nakata (MS 2002)
- Vincenzo Grella (MS 2006)
- Mark Bresciano (MS 2006)
- Antonio Cassano (MS 2014)
- Marco Parolo (MS 2014)
- Gabriel Paletta (MS 2014)
- Walter Gargano (MS 2014)
- Afriyie Acquah (MS 2014)

### Vítěz Mistrovství Evropy
- Lilian Thuram (ME 2000)

### Účastníci Mistrovství Evropy
- Tomas Brolin (ME 1992)
- Luigi Apolloni (ME 1996)
- Dino Baggio (ME 1996)
- Roberto Mussi (ME 1996)
- Gianfranco Zola (ME 1996)
- Luca Bucci (ME 1996)
- Christo Stoičkov (ME 1996)
- Fernando Couto (ME 1996)
- Fabio Cannavaro (ME 2000)
- Paulo Sousa (ME 2000)
- Johan Walem (ME 2000)
- Matteo Ferrari (ME 2004)
- Igor Budan (ME 2008)
- Sebastian Giovinco (ME 2012)
- Andreas Cornelius (ME 2020)
- Juraj Kucka (ME 2020)
- Botond Balogh (ME 2024)
- Valentin Mihăilă (ME 2024)
- Dennis Man (ME 2024)

### Vítěz Copa América
- Zé Maria (CA 1997)

### Účastníci Copa América
- Cláudio Taffarel (CA 1991)
- Faustino Asprilla (CA 1993)
- Cláudio Taffarel (CA 1993)
- Faustino Asprilla (CA 1995)
- Roberto Ayala (CA 1995)
- Júnior (CA 2001)
- Yordan Osorio (CA 2024)

### Vítěz Afrického poháru národů
- Patrick M’Boma (APN 2002)

### Účastníci Afrického poháru národů
- Mohamed Kader (APN 2002)
- Ferdinand Coly (APN 2006)
- Ibrahima Camara (APN 2006)
- Ishak Belfodil (APN 2015)
- Afriyie Acquah (APN 2015)

### Vítězové Olympijských her
- Patrick M’Boma (OH 2000)
- Adrián Bernabé (OH 2024)

### Účastníci Olympijských her
- Alessandro Melli (OH 1992)
- Tomas Brolin (OH 1992)
- Faustino Asprilla (OH 1992)
- Fabio Cannavaro (OH 1996)
- Massimo Crippa (OH 1996)
- Massimo Brambilla (OH 1996)
- Gianluigi Buffon (OH 1996)
- Néstor Sensini (OH 1996)
- Matteo Ferrari (OH 2004)
- Daniele Bonera (OH 2004)
- Marco Donadel (OH 2004)
- Alberto Gilardino (OH 2004)
- Luca Cigarini (OH 2008)
- Daniele Dessena (OH 2008)